# Svetovno prvenstvo v hokeju na ledu 1931
Svetovno prvenstvo v hokeju na ledu 1931 je bilo peto Svetovno prvenstvo v hokeju na ledu. Potekalo je med 1. in 8. februarjem 1931 v poljskem mestu Krynica-Zdrój. Zlato medaljo je osvojila kanadska reprezentanca, srebrno ameriška, bronasto pa avstrijska, v konkurenci desetih reprezentanc. 

## Dobitniki medalj
| Zlato | Srebro | Bron |
| KanadaArt Puttee Guy Williamson Ward McVey Gordon McKenzie Blake Watson George Hill John Pidcock Daniel McCallum Frank Morris George Garbutt | ZDAEdward Frazier Edward Dagnioni Robert Elliot Dwight Shefner Laurence Sanford Osborne Anderson Charles Ramsey Gordon Smith Hall Richard Thayer Francis Nelson | AvstrijaHermann Weiss Bruno Kahane Jacques Dietrichstein Hans Trautenberg Josef Göbel Herbert Brück Friedrich Demmer Hans Tatzer Ulrich Lederer Anton Emhardt Walter Sell Karl Kirchberger |

## Tekme

### Prvi krog
Zmagovalci so napredovali v drugi krog, poraženci v boj za 7. do 10. mesto.
| 1. februar 1931 | Češkoslovaška | 4:1 | Madžarska | Krynica-Zdrój, Poljska |

| Poročilo tekme      | Poročilo tekme | Poročilo tekme | Poročilo tekme | Poročilo tekme |
| ------------------- | -------------- | -------------- | -------------- | -------------- |
| Začetek: ni podatka |                |                |                |                |

| 1. februar 1931 | Avstrija | 1:0 | Združeno kraljestvo | Krynica-Zdrój, Poljska |

| Poročilo tekme      | Poročilo tekme | Poročilo tekme | Poročilo tekme | Poročilo tekme |
| ------------------- | -------------- | -------------- | -------------- | -------------- |
| Začetek: ni podatka |                |                |                |                |

### Drugi krog
Zmagovalci so napredovali v boj za 1. do 6. mesto, poraženci v dodatne kvalifikacije za boj za 1. do 6. mesto.
| 1. februar 1931 | Kanada | 9:0 | Francija | Krynica-Zdrój, Poljska |

| Poročilo tekme      | Poročilo tekme | Poročilo tekme | Poročilo tekme | Poročilo tekme |
| ------------------- | -------------- | -------------- | -------------- | -------------- |
| Začetek: ni podatka |                |                |                |                |

| 2. februar 1931 | Češkoslovaška | 4:1 | Poljska | Krynica-Zdrój, Poljska |

| Poročilo tekme      | Poročilo tekme | Poročilo tekme | Poročilo tekme | Poročilo tekme |
| ------------------- | -------------- | -------------- | -------------- | -------------- |
| Začetek: ni podatka |                |                |                |                |

| 2. februar 1931 | Švedska | 3:1 | Avstrija | Krynica-Zdrój, Poljska |

| Poročilo tekme      | Poročilo tekme | Poročilo tekme | Poročilo tekme | Poročilo tekme |
| ------------------- | -------------- | -------------- | -------------- | -------------- |
| Začetek: ni podatka |                |                |                |                |

| 2. februar 1931 | ZDA | 15:0 | Romunija | Krynica-Zdrój, Poljska |

| Poročilo tekme      | Poročilo tekme | Poročilo tekme | Poročilo tekme | Poročilo tekme |
| ------------------- | -------------- | -------------- | -------------- | -------------- |
| Začetek: ni podatka |                |                |                |                |

### Dodatne kvalifikacije za boj za 1. do 6. mesto
Zmagovalci so napredovali v boj za 1. do 6. mesto, poraženci v boj za 7. do 10. mesto.
| 3. februar 1931 | Avstrija | 7:0 | Romunija | Krynica-Zdrój, Poljska |

| Poročilo tekme      | Poročilo tekme | Poročilo tekme | Poročilo tekme | Poročilo tekme |
| ------------------- | -------------- | -------------- | -------------- | -------------- |
| Začetek: ni podatka |                |                |                |                |

| 3. februar 1931 | Poljska | 2:1 | Francija | Krynica-Zdrój, Poljska |

| Poročilo tekme      | Poročilo tekme | Poročilo tekme | Poročilo tekme | Poročilo tekme |
| ------------------- | -------------- | -------------- | -------------- | -------------- |
| Začetek: ni podatka |                |                |                |                |

### Boj za 7. do 10. mesto
| 4. februar 1931 | Madžarska | 3:1 | Združeno kraljestvo | Krynica-Zdrój, Poljska |

| Poročilo tekme      | Poročilo tekme | Poročilo tekme | Poročilo tekme | Poročilo tekme |
| ------------------- | -------------- | -------------- | -------------- | -------------- |
| Začetek: ni podatka |                |                |                |                |

| 4. februar 1931 | Francija | 7:1 | Romunija | Krynica-Zdrój, Poljska |

| Poročilo tekme      | Poročilo tekme | Poročilo tekme | Poročilo tekme | Poročilo tekme |
| ------------------- | -------------- | -------------- | -------------- | -------------- |
| Začetek: ni podatka |                |                |                |                |

| 5. februar 1931 | Madžarska | 9:1 | Romunija | Krynica-Zdrój, Poljska |

| Poročilo tekme      | Poročilo tekme | Poročilo tekme | Poročilo tekme | Poročilo tekme |
| ------------------- | -------------- | -------------- | -------------- | -------------- |
| Začetek: ni podatka |                |                |                |                |

| 6. februar 1931 | Združeno kraljestvo | 2:1 | Francija | Krynica-Zdrój, Poljska |

| Poročilo tekme      | Poročilo tekme | Poročilo tekme | Poročilo tekme | Poročilo tekme |
| ------------------- | -------------- | -------------- | -------------- | -------------- |
| Začetek: ni podatka |                |                |                |                |

| 7. februar 1931 | Združeno kraljestvo | 11:0 | Romunija | Krynica-Zdrój, Poljska |

| Poročilo tekme      | Poročilo tekme | Poročilo tekme | Poročilo tekme | Poročilo tekme |
| ------------------- | -------------- | -------------- | -------------- | -------------- |
| Začetek: ni podatka |                |                |                |                |

| 7. februar 1931 | Madžarska | 1:0 | Francija | Krynica-Zdrój, Poljska |

| Poročilo tekme      | Poročilo tekme | Poročilo tekme | Poročilo tekme | Poročilo tekme |
| ------------------- | -------------- | -------------- | -------------- | -------------- |
| Začetek: ni podatka |                |                |                |                |

#### Lestvica
OT-odigrane tekme, z-zmage, n-neodločeni izidi, P-porazi, DG-doseženo goli, PG-prejeti goli, GR-gol razlika, T-točke.
| #  | Reprezentanca       | OT | Z | N | P | DG | PG | GR  | T |
| -- | ------------------- | -- | - | - | - | -- | -- | --- | - |
| 7  | Madžarska           | 3  | 3 | 0 | 0 | 13 | 2  | +11 | 6 |
| 8  | Združeno kraljestvo | 3  | 2 | 0 | 1 | 14 | 4  | +10 | 4 |
| 9  | Francija            | 3  | 1 | 0 | 2 | 8  | 4  | +4  | 2 |
| 10 | Romunija            | 3  | 0 | 0 | 3 | 2  | 27 | -25 | 0 |

### Boj za 1. do 6. mesto
| 4. februar 1931 | ZDA | 2:1 | Avstrija | Krynica-Zdrój, Poljska |

| Poročilo tekme      | Poročilo tekme | Poročilo tekme | Poročilo tekme | Poročilo tekme |
| ------------------- | -------------- | -------------- | -------------- | -------------- |
| Začetek: ni podatka |                |                |                |                |

| 4. februar 1931 | Kanada | 2:0 | Češkoslovaška | Krynica-Zdrój, Poljska |

| Poročilo tekme      | Poročilo tekme | Poročilo tekme | Poročilo tekme | Poročilo tekme |
| ------------------- | -------------- | -------------- | -------------- | -------------- |
| Začetek: ni podatka |                |                |                |                |

| 4. februar 1931 | Poljska | 2:0 | Švedska | Krynica-Zdrój, Poljska |

| Poročilo tekme      | Poročilo tekme | Poročilo tekme | Poročilo tekme | Poročilo tekme |
| ------------------- | -------------- | -------------- | -------------- | -------------- |
| Začetek: ni podatka |                |                |                |                |

| 5. februar 1931 | Češkoslovaška | 2:1 | Avstrija | Krynica-Zdrój, Poljska |

| Poročilo tekme      | Poročilo tekme | Poročilo tekme | Poročilo tekme | Poročilo tekme |
| ------------------- | -------------- | -------------- | -------------- | -------------- |
| Začetek: ni podatka |                |                |                |                |

| 5. februar 1931 | ZDA | 3:0 | Švedska | Krynica-Zdrój, Poljska |

| Poročilo tekme      | Poročilo tekme | Poročilo tekme | Poročilo tekme | Poročilo tekme |
| ------------------- | -------------- | -------------- | -------------- | -------------- |
| Začetek: ni podatka |                |                |                |                |

| 5. februar 1931 | Kanada | 3:0 | Poljska | Krynica-Zdrój, Poljska |

| Poročilo tekme      | Poročilo tekme | Poročilo tekme | Poročilo tekme | Poročilo tekme |
| ------------------- | -------------- | -------------- | -------------- | -------------- |
| Začetek: ni podatka |                |                |                |                |

| 6. februar 1931 | ZDA | 1:0 | Češkoslovaška | Krynica-Zdrój, Poljska |

| Poročilo tekme      | Poročilo tekme | Poročilo tekme | Poročilo tekme | Poročilo tekme |
| ------------------- | -------------- | -------------- | -------------- | -------------- |
| Začetek: ni podatka |                |                |                |                |

| 6. februar 1931 | Kanada | 0:0 | Švedska | Krynica-Zdrój, Poljska |

| Poročilo tekme      | Poročilo tekme | Poročilo tekme | Poročilo tekme | Poročilo tekme |
| ------------------- | -------------- | -------------- | -------------- | -------------- |
| Začetek: ni podatka |                |                |                |                |

| 6. februar 1931 | Avstrija | 2:1 | Poljska | Krynica-Zdrój, Poljska |

| Poročilo tekme      | Poročilo tekme | Poročilo tekme | Poročilo tekme | Poročilo tekme |
| ------------------- | -------------- | -------------- | -------------- | -------------- |
| Začetek: ni podatka |                |                |                |                |

| 7. februar 1931 | Švedska | 1:0 | Češkoslovaška | Krynica-Zdrój, Poljska |

| Poročilo tekme      | Poročilo tekme | Poročilo tekme | Poročilo tekme | Poročilo tekme |
| ------------------- | -------------- | -------------- | -------------- | -------------- |
| Začetek: ni podatka |                |                |                |                |

| 7. februar 1931 | Kanada | 8:0 | Avstrija | Krynica-Zdrój, Poljska |

| Poročilo tekme      | Poročilo tekme | Poročilo tekme | Poročilo tekme | Poročilo tekme |
| ------------------- | -------------- | -------------- | -------------- | -------------- |
| Začetek: ni podatka |                |                |                |                |

| 7. februar 1931 | ZDA | 1:0 | Poljska | Krynica-Zdrój, Poljska |

| Poročilo tekme      | Poročilo tekme | Poročilo tekme | Poročilo tekme | Poročilo tekme |
| ------------------- | -------------- | -------------- | -------------- | -------------- |
| Začetek: ni podatka |                |                |                |                |

| 8. februar 1931 | Avstrija | 1:0 | Švedska | Krynica-Zdrój, Poljska |

| Poročilo tekme      | Poročilo tekme | Poročilo tekme | Poročilo tekme | Poročilo tekme |
| ------------------- | -------------- | -------------- | -------------- | -------------- |
| Začetek: ni podatka |                |                |                |                |

| 8. februar 1931 | Poljska | 0:0 | Češkoslovaška | Krynica-Zdrój, Poljska |

| Poročilo tekme      | Poročilo tekme | Poročilo tekme | Poročilo tekme | Poročilo tekme |
| ------------------- | -------------- | -------------- | -------------- | -------------- |
| Začetek: ni podatka |                |                |                |                |

| 8. februar 1931 | Kanada | 2:0 | ZDA | Krynica-Zdrój, Poljska |

| Poročilo tekme      | Poročilo tekme | Poročilo tekme | Poročilo tekme | Poročilo tekme |
| ------------------- | -------------- | -------------- | -------------- | -------------- |
| Začetek: ni podatka |                |                |                |                |

#### Lestvica
OT-odigrane tekme, z-zmage, n-neodločeni izidi, P-porazi, DG-doseženo goli, PG-prejeti goli, GR-gol razlika, T-točke.
| # | Reprezentanca | OT | Z | N | P | DG | PG | GR  | T |
| - | ------------- | -- | - | - | - | -- | -- | --- | - |
| 1 | Kanada        | 5  | 4 | 1 | 0 | 15 | 0  | +15 | 9 |
| 2 | ZDA           | 5  | 4 | 0 | 1 | 7  | 3  | +4  | 8 |
| 3 | Avstrija      | 5  | 2 | 0 | 3 | 5  | 13 | -8  | 4 |
| 4 | Poljska       | 5  | 1 | 1 | 3 | 3  | 6  | -3  | 3 |
| 5 | Češkoslovaška | 5  | 1 | 1 | 3 | 2  | 5  | -3  | 3 |
| 6 | Švedska       | 5  | 1 | 1 | 3 | 1  | 6  | -5  | 3 |

## Končni vrstni red
1. Kanada
2. ZDA
3. Avstrija
4. Poljska
5. Češkoslovaška
6. Švedska
7. Madžarska
8. Združeno kraljestvo
9. Francija
10. Romunija